# René Bragard
Pour les articles homonymes, voir Bouteille (homonymie) et Bragard (homonymie).
René Jules Louis Bouteille, connu sous le pseudonyme René Bragard, né le 13 mars 1911 à Lyon, et mort le 27 janvier 2009 à Saint-Didier-au-Mont-d'Or, est un écrivain et essayiste de langue française.

## Biographie
René Bragard est né à Lyon le 13 mars 1911. Grand voyageur il est aussi connu pour avoir publié une quinzaine d'ouvrages à Paris, Lyon ou encore Genève. Certains de ses livres ont fait l'objet d'adaptation au théâtre ou encore au cinéma : Le Feu dans la peau en 1954. Il a également réalisé plusieurs conférences à l'issue de ses nombreux voyages.
René Bragard est mort le 27 janvier 2009 à Saint-Didier-au-Mont-d'Or.

### Activités
- Membre émérite de l'Académie des sciences, belles-lettres et arts de Lyon (ex-secrétaire général « Lettres »)[2]
- Vice-président de l’Union des écrivains Rhône-Alpes
- Membre de la Fédération internationale des écrivains de langue française (FIDELF)
- Membre du PEN Club International
- Vice-président honoraire d’Amitiés du Monde

## Œuvre

### Romans
- Krilang, Flammarion, 1943
- La Grande Légende, Flammarion, 1947
- Le Feu dans la peau, Denoël, 1954
- Les Grilles de l’Élysée, Veyrier, 1984
- La Petite Rue, Veyrier, 1985
- La Montagne du Condor, L’Âge d’Homme, 1992
- Les Rives du Styx, L’Âge d’Homme, 1993
- La Nuit de Lahore, L'Âge d'Homme, 1995
- Toute la Splendeur du Monde, L’Âge d’Homme, 1997
- Caïn… mon frère, Éditions des traboules, 2001
- Printemps barbare, Éditions des traboules, 2004

### Essais
- La Relève des Vivants, IAC, préface de Jacques de Lacretelle de l’Académie française), 1940

- Prix Montyon 1941 de l’Académie française
- Les Chemins de l’évidence, Trédaniel, 1990
- Comme j’aimerai me tromper !, Traboules, 2007

### Nouvelles
- Avouez que c’est drôle, Monsieur, comme les choses arrivent, T. de T., 1988
- Cyanures, Traboules, 2002
- La Samaritaine, Veyrier

### Théâtre
- Les Rouges-Gorges ne poussent pas à Cayenne. Créé à Lyon par les Théâtriers, repris par la Radio-Diffusion nationale
- La Croix des Rameaux. Créé à Paris au théâtre du Tertre, 1958
- Bagatelle autour d’un tuyau de gaz. Tournée en Suisse.

### Cinéma
- Le Feu dans la peau. Scénario tiré du roman et dialogues. Réalisation de Marcel Blistène. 1954[3]

## Prix et distinctions
- Prix Montyon de littérature de l’Académie française
- Grand prix du Voyage littéraire de la Société des gens de lettres
- Prix Jean Reverzy de la Nouvelle
- Grand prix du Festival international du cinéma expérimental de Knokke-le-Zoute (Belgique) pour Le Feu dans la peau
- Médaille d’or du Groupe Paris-Lyon
- Médaille d’or des Auteurs et Écrivains lyonnais
- Grand Prix du Roman de Villeurbanne